# Federal Heights
Federal Heights è un centro abitato (city) degli Stati Uniti d'America, situato nella contea di Adams dello Stato del Colorado. Nel censimento del 2000 la popolazione era di 12.065 abitanti.

## Geografia fisica
Secondo i rilevamenti dell'United States Census Bureau, Federal Heights si estende su una superficie di 4,6 km².